# Antonio Iannotta
Antonio Iannotta (Pignataro Maggiore, 6 giugno 1907 – Roma, 22 marzo 1958) è stato un militare e partigiano italiano.

## Biografia
Laureato in giurisprudenza, aveva interrotto l'attività professionale con lo scoppio della seconda guerra mondiale. Dopo aver partecipato in artiglieria, come ufficiale di complemento, alla campagna militare sul fronte greco-albanese, Iannotta era stato rimpatriato nell'aprile del 1942. Nominato capitano, era stato assegnato all'Ufficio comando del XII Corpo d'armata. All'armistizio, trovandosi a Roma, era entrato subito nel Fronte militare clandestino, guidato dal colonnello Giuseppe Montezemolo.
Incaricato di mantenere i collegamenti tra i militari resistenti e le formazioni partigiane operanti nell'Italia centrale, Iannotta aveva operato soprattutto per assicurare i rifornimenti, ma quando Montezemolo fu arrestato e poi fucilato alle Fosse Ardeatine, il capitano divenne uno dei principali riferimenti dei gruppi partigiani nel Lazio. Sino al 4 giugno del 1944, ossia sino alla liberazione di Roma, Iannotta riuscì fortunosamente a sfuggire alle SS e alla polizia fascista che gli davano la caccia.
Per la sua attività nella Resistenza, Iannotta - che dopo la Liberazione aveva ripreso la professione d'avvocato e che fu anche consigliere delegato di una Società cinematografica - è stato decorato di medaglia d'oro al valor militare.